# Église Saint-Pierre-aux-Liens d'Olizy
L'église Saint-Pierre-aux-Liens est une église du XVIe siècle située à Olizy-Primat, en France.

## Description
L'église a un plan d'ensemble relativement classique avec un portail, une grande nef, deux bas-côtés, un transept, un chœur. il faut noter toutefois, la tourelle accolée au croisillon sud et le portail nord, donnant sur un escalier en plus du portail occidental principal. Le clocher surmonte la dernière travée de la nef. Le transept est concrétisé à l'intérieur par une élévation supérieure des voutes. La porte au nord comme celle à ouest comporte un tympan à remplage de style flamboyant. Le tympan du portail principal est séparé par un meneau qui portait une statue. Des pilastres s'élèvent de chaque côté. Une rosace flamboyante surplombe la porte. Le pignon est renforcé de deux contreforts et dans les deux murs des bas-côtés, encadrant le pignon, figurent deux rosaces plus petites et plus simples.
Le maître-autel et les autels latéraux, à colonnes et pilastres, du XVIIIe siècle sont de marbre de couleur et de calcaire blanc. Il faut noter dans la sacristie un écusson des corporations de bâtisseurs.
Le tableau peint du maître-autel représente "l'Adoration des bergers" sous la signature d'Alix de La Perelle, châteleine d'Olizy et ancienne élève du peintre Alexandre Cabanel.

## Localisation
L'église est située sur la commune d'Olizy-Primat, dans le département français des Ardennes. Elle est dans la partie sud du village, une partie appelée La petite ville ou La Ferté, à proximité de la D241 ou rue de l'Aisne, en hauteur.

## Historique
L'édifice est du XVIe siècle et est classé au titre des monuments historiques en 1913.